# Olexi Torojti
Olexi Pavlovych Torojti –en ucraniano, Олексій Павлович Торохтій– (Zugres, URSS, 22 de mayo de 1986) es un deportista ucraniano que compite en halterofilia.
Participó en los Juegos Olímpicos de Londres 2012, obteniendo una medalla de oro en la categoría de 105 kg; medalla que perdió posteriormente por dopaje.
Ganó dos medallas de bronce en el Campeonato Mundial de Halterofilia, en los años 2009 y 2011, y dos medallas en el Campeonato Europeo de Halterofilia, plata en 2009 y bronce en 2010.

## Palmarés internacional
| Juegos Olímpicos   | Juegos Olímpicos       | Juegos Olímpicos  | Juegos Olímpicos |
| Año                | Lugar                  | Medalla           | Categoría        |
| ------------------ | ---------------------- | ----------------- | ---------------- |
| 2012               | Londres (Reino Unido)  | DSC               | 105 kg           |
| Campeonato Mundial |                        |                   |                  |
| Año                | Lugar                  | Medalla           | Categoría        |
| 2009               | Goyang (Corea del Sur) | Medalla de bronce | 105 kg           |
| 2011               | París (Francia)        | Medalla de bronce | 105 kg           |
| Campeonato Europeo |                        |                   |                  |
| Año                | Lugar                  | Medalla           | Categoría        |
| 2009               | Bucarest (Rumania)     | Medalla de plata  | 105 kg           |
| 2010               | Minsk (Bielorrusia)    | Medalla de bronce | 105 kg           |